# Carl Johan Knös

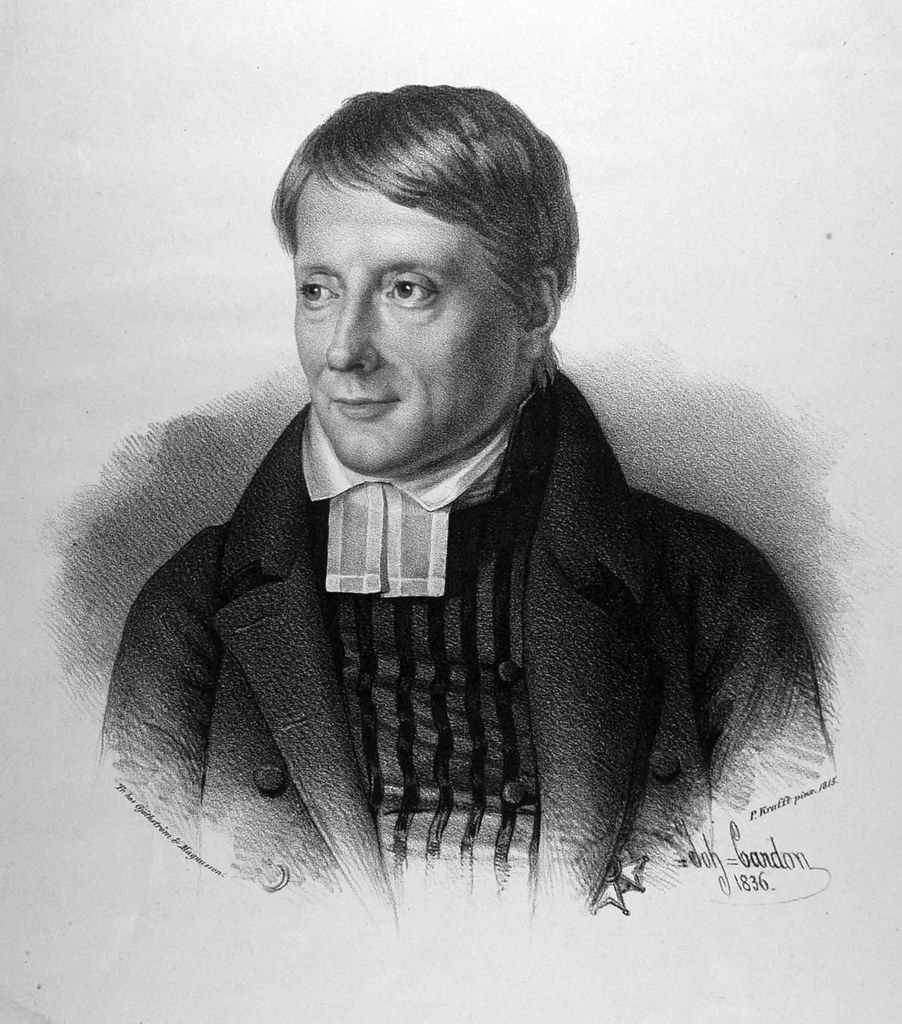
Carl Johan Knös, litografi från omkring 1830 av Johan Elias Cardon.

Carl Johan Knös, född 1767 i Skara, död 1835 i Skara, var en svensk historiker, teolog, predikant och pedagog, son till domprosten Andreas Knös och Brita Hedvig Wijnblad, bror till Olof och Gustaf Knös, och far till Anders Erik Knös. Han gifte sig 1798 men Anna Helena Silvius (1773–1822) och 1825 med Anna Elisabet Olbers (1777–1841). 

## Biografi
Knös blev student vid Uppsala universitet 1784, promoverades till filosofie magister 1791 och blev docent i historia 1792. Professor Tingstadius erbjöd honom för hans insikter i österländska språk docentur även i detta ämne, men detta anbud avböjde han. 
Redan 1795 lämnade han för övrigt universitetet och antog som vikarie en lärareplats vid Skara gymnasium. 1796 utnämndes Knös till gymnasieadjunkt i Skara samt kyrkoherde i Vings prebendepastorat, 1801 till andre teologie lektor med Vinköl till prebende samt 1805 till förste teologie lektor och kyrkoherde i Götene.
År 1809 blev han teologie doktor samt fick 1818 teologie professors namn, heder och värdighet. År 1825 blev han domprost i Skara. År 1826 träffades han av ett slaganfall, som för hans återstående livstid band honom vid sjuksängen. 
Knös var en mild, älsklig och djup anlagd personlighet samt framstående både som pedagog och predikant. Men han saknade därjämte ingalunda begåvning för mera praktiska värv. Då Skaraborgs läns kungliga hushållningssällskap stiftades (1807), blev Knös dess sekreterare och stannade på den posten i 10 år. 
Knös hade stor betydelse för bildandet av Skara stifts bibelsällskap (1816), där han blev vice ordförande. Vid riksdagarna 1809–25 var han stiftets representant. Bland hans skrifter kan nämnas Hebreisk språklära jemte inledning om hebreiska litteraturen och sättet att lättare lära språket (1818) samt dissertationer och tal.